# 浮士德 (1994年電影)
《浮士德》（捷克語：Lekce Faust）是一部1994年的實景真人定格動畫電影，由楊·斯凡克梅耶執導和編劇。該影片由捷克、法國、英國、美國和德國聯合製作，將真人鏡頭與定格動畫（包括木偶和黏土動畫）融為一體。亞羅米爾·卡利斯塔則擔任製作人，這部電影並沒有準確地按照原著講述浮士德的傳說，而是藉鑑並融合了歌德和克里斯多福·馬洛戲劇的元素，與傳統民間表演相結合，講述一名街上路人被誘到劇場後台，被迫扮演起浮士德，和魔鬼達成交易的故事。
該電影具有現代主義和荒誕主義的元素，並具有卡夫卡式的氛圍，並且由於以布拉格為背景而更加突出。角色語氣陰暗，卻又幽默。本片被選為代表捷克參與第67屆奧斯卡金像獎最佳国际影片奖競賽，但未被接受提名。

## 演員
- 彼得·切佩克（英语：Petr Čepek） 飾 浮士德
- 揚·克勞斯（英语：Jan Kraus (actor)） 飾 科尼利厄斯
- 弗拉基米爾·庫德拉 飾 瓦爾德斯
- 安東寧·扎帕爾 飾 老人
- 伊日·蘇奇（英语：Jiří_Suchý） 飾 卡斯帕
- 安德魯·薩克斯（英语：Andrew_Sachs） 飾 英語配音中的所有聲音

## 製作
這部電影是斯凡克梅耶的第二部長片。場景主要於布拉格老城所拍攝。

## 評價
《浮士德》受到評論家的正面評價。在評論聚合網站爛番茄上，基於11條評論，它的得分為73%，平均評分為 6.80/10。

### 講向
該影片在1994年坎城影展的一種注目單元放映，並在第四屆凱吉凱梅特動畫電影節上獲得了成人觀眾獎。 它還獲得了捷克評論家獎最佳動畫電影和三項捷克獅獎，同時也獲得了四項提名。該片在第29屆卡罗维发利国际电影节獲得水晶地球仪奖提名並獲得評審團特別獎。

## 外部連結
- 互联网电影数据库（IMDb）上《Faust》的资料（英文）
- AllMovie上《Faust》的资料（英文）
- 爛番茄上《Faust》的資料（英文）